# کلاوس زیبرت
کلاوس زیبرت (انگلیسی: Klaus Siebert; ۲۹ آوریل ۱۹۵۵ – ۲۴ آوریل ۲۰۱۶) ورزشکار دوگانه اهل آلمان بود.